# Live at Carnegie Hall 1970
Live at Carnegie Hall 1970 è un album dal vivo del gruppo musicale britannico Jethro Tull, pubblicato il 18 aprile 2015.

## Il disco
Come suggerisce il titolo, il disco è la registrazione del concerto tenuto dalla band alla Carnegie Hall di New York, il 4 novembre 1970.
L'album in vinile è stato pubblicato nel 2015 per il Record Store Day. In precedenza lo stesso concerto era stato pubblicato in compact disc ed in DVD nel boxset Stand Up Collector's Edition nel 2010 e parzialmente nel cofanetto 25th Anniversary Box Set nel 1993. I due brani esclusi dal cofanetto del 1993, ossia By Kind Permission Of e Dharma For One erano stati pubblicati nell'antologia Living in the Past (album) nel 1972.

## Tracce
Disco 1
- Lato A

1. Nothing Is Easy
2. My God

- Lato B

1. With You There to Help Me/By Kind Permission Of
2. A Song for Jeffrey

Disco 2
- Lato A

1. To Cry You a Song
2. Sossity, You're a Woman/Reasons for Waiting/Sossity, You're a Woman
3. Dharma For One (Ian Anderson/Clive Bunker)

- Lato B

1. We Used to Know
2. Guitar Solo
3. For a Thousand Mothers

## Formazione
- Ian Anderson – voce, flauto traverso, chitarra acustica
- Martin Barre – chitarra elettrica
- John Evan – tastiere
- Clive Bunker – batteria, percussioni
- Glenn Cornick – basso